# Тојоџи Такахаши
Тојоџи Такахаши (јап. 高橋 豊二; 1913 — 5. март 1940) био је јапански фудбалер.

## Репрезентација
Учествовао је и на олимпијским играма 1936.